# فرانك فارينا
فرانك فارينا (بالإنجليزية: Frank Farina)‏ (و. 1964  م) هو لاعب كرة قدم، ومدرب كرة قدم، من أستراليا، ولد في داروين، الإقليم الشمالي، شارك في الألعاب الأولمبية الصيفية 1988، يلعب كمهاجم.

## جوائز
حصل على جوائز منها:
- ميدالية ترتيب أستراليا.

## روابط خارجية
- فرانك فارينا على موقع الاتحاد الدولي (مؤرشف)  (الإنجليزية)
- فرانك فارينا على موقع قاعدة بيانات كرة القدم.إي يو (الإنجليزية)
- فرانك فارينا على موقع ناشيونال فوتبول تيمز (الإنجليزية)
- فرانك فارينا على موقع أوليمبيديا (الإنجليزية)
- فرانك فارينا على موقع اللجنة الأولمبية الأسترالية (الإنجليزية)